# Ямал (корабель)
Ямал (рос. БДК 67) — російський десантний корабель проєкту 775 класу «Ропуха». Базувався у Севастополі. Бортовий номер — 156, перебуває на озброєнні Чорноморського флоту ВМФ Росії.

## Історія побудови
Корабель збудований у польському Гданську у 1987 році, увійшов до складу радянського флоту у 1988 році. Спочатку мав найменування «БДК-67», з 3 січня 2002 зветься «Ямал» у зв'язку з тим, що в червні 2001 над кораблем взяла шефство адміністрація Ямало-Ненецького автономного округу Російської Федерації.

## Служба

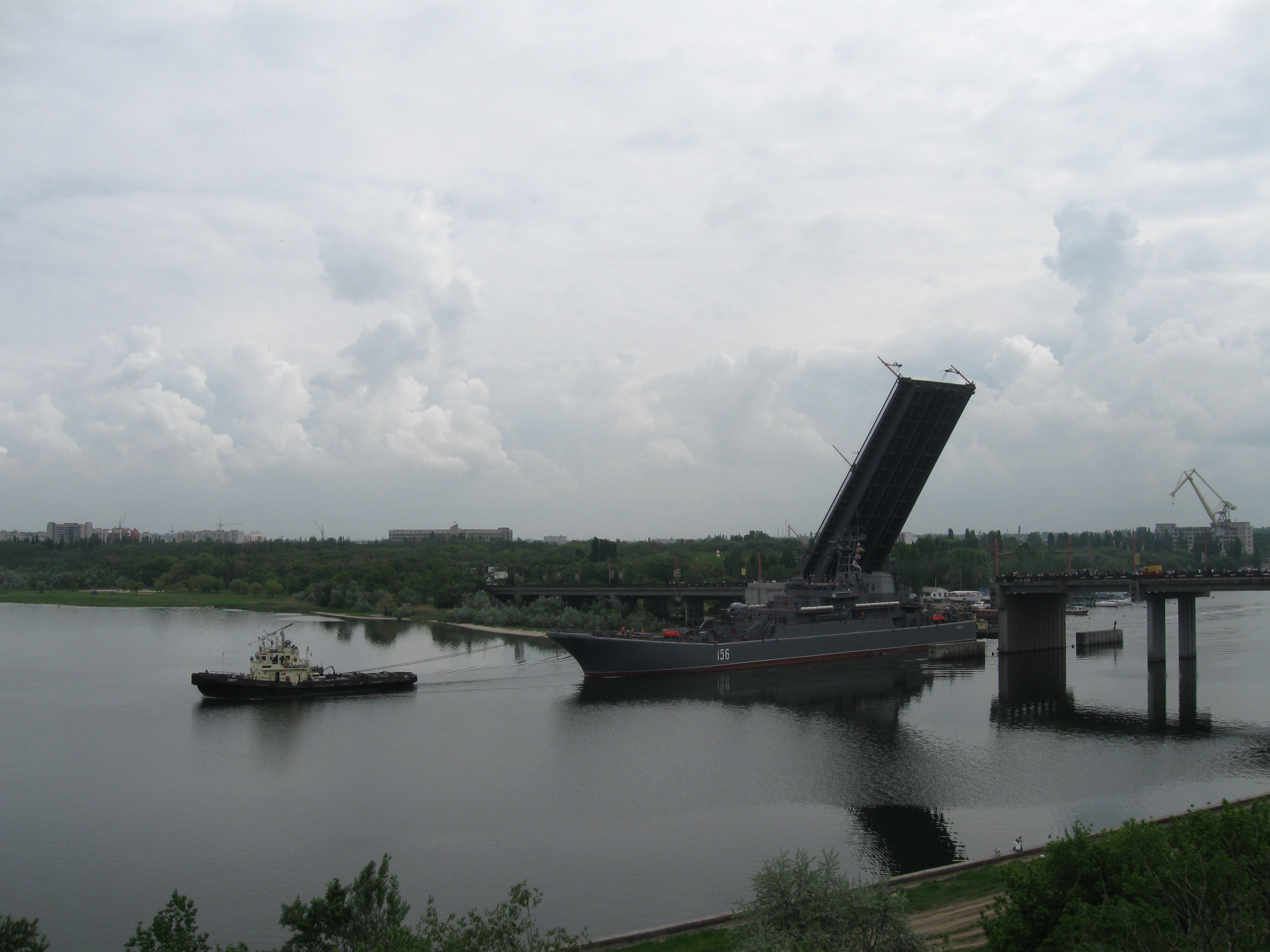
«Ямал» під Інгульським мостом, травень 2010

Входить до складу 197-ї бригади десантних кораблів Чорноморського флоту РФ, військова частина 72136.
В 2013 – 2015 роках перебував у середземноморському з'єднанні ВМФ РФ. 
23 березня 2024 року, близько 22:00, Силами оборони України було уражено два великі десантні кораблі «Ямал» та «Азов».